# Circunferencia de la Tierra

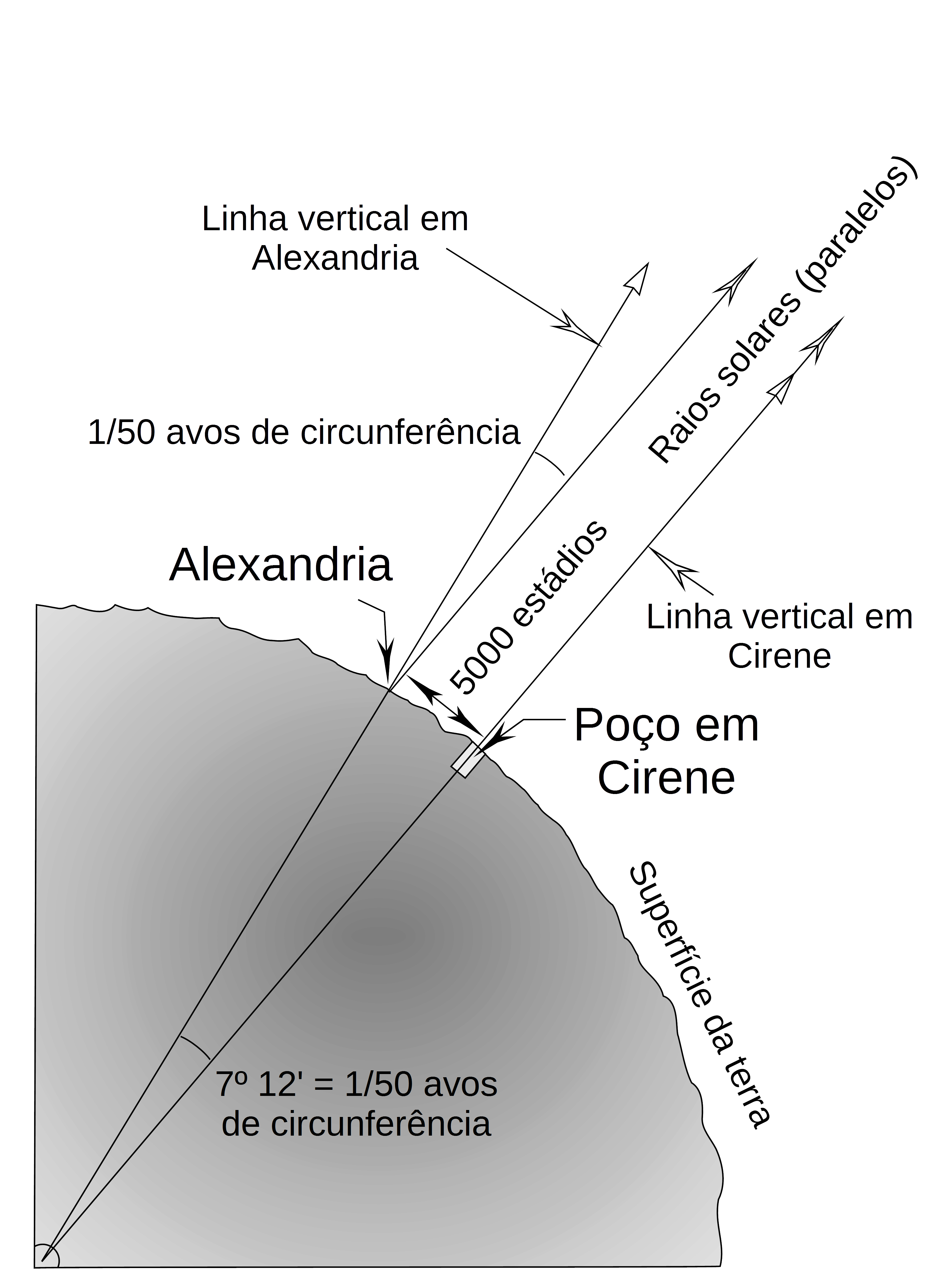
Método de Eratóstenes

La circunferencia de la Tierra es de aproximadamente 40 000 km (la circunferencia ecuatorial ,medida en el paralelo 0°, es de 40 076 km; mientras que la circunferencia meridional, medida desde el paralelo 90°, es de 40 008 km); fue medida por primera vez por el científico griego Eratóstenes de Cirene en el año 276 a. C. usando una vara y midiendo las sombras que arrojaba.

## Historia

#### Arquímedes de Siracusa
En su obra El Contador de Arena, Arquímedes de Siracusa quiso cuantificar cuántos granos de arena eran necesarios para llenar el universo. Dando por sentada la esfericidad del cosmos, terminó afirmando que su diámetro era de 1014 estadios; y que el perímetro de la Tierra era de 30 000 000 estadios.

#### Eratóstenes
Eratóstenes, en el año 236 a. C., siendo director de la biblioteca de Alejandría, halló un papiro que describía un fenómeno curioso que ocurría cada solsticio en Syene (hoy Asuán, Egipto): los rayos del Sol llegaban al fondo de los pozos, y los obeliscos no proyectaban sombras.
Para corroborar este fenómeno, durante el solsticio de verano clavó en la tierra una vara colocada verticalmente en Alejandría, donde pudo observar que ésta sí proyectaba sombra, a diferencia de los obeliscos en Syene durante el mismo periodo. Este hecho le llevó a pensar que el grado de inclinación de la luz solar era perpendicular en Syene, pero inclinado (unos 7.2°) en Alejandría; dada la curvatura de la tierra, Eratóstenes pudo extrapolar la circunferencia completa a partir de la distancia que existía entre Alejandría y Syene, aunado a la curva inferida por la inclinación de los rayos solares durante el solsticio.
En Egipto, un erudito y filósofo griego, Eratóstenes (276-195 a. C.) midió la circunferencia de la Tierra con gran precisión. Estimó que el meridiano tenía una longitud de 252 000 estadios, con un error sobre el valor real de entre -2,4% y +0,8% (asumiendo un valor para el estadio entre 155 y 160 m). Eratóstenes describió su técnica en un libro titulado Sobre la medida de la Tierra, que no se ha conservado.
El método de Eratóstenes para calcular la circunferencia de la Tierra se ha perdido; lo que se ha conservado es la versión simplificada descrita por Cleomedes para popularizar el descubrimiento. Cleomedes invitaba a su lector a considerar dos ciudades egipcias, Alejandría y Syene (la moderna Assuan):
1. Cleomedes asumió que la distancia entre Siena y Alejandría era de 5000 estadios (una cifra que era comprobada anualmente por bematistas profesionales, mensores regii);[7]
2. asumió la hipótesis simplificada (pero falsa) de que Syene estaba precisamente en el Trópico de Cáncer, diciendo que al mediodía local del solsticio de verano el Sol estaba directamente sobre su cabeza;
3. asumió la hipótesis simplificada (pero falsa) de que Syene y Alejandría estaban en el mismo meridiano.

Bajo los supuestos anteriores, decía Cleomedes, se puede medir el ángulo de elevación del Sol al mediodía del solsticio de verano en Alejandría, usando una varilla vertical (un gnomon) de longitud conocida y midiendo la longitud de su sombra en el suelo; entonces será posible calcular el ángulo de los rayos del Sol, que, según él, era de aproximadamente 7°, o 1⁄50 de la circunferencia de un círculo. Tomando la Tierra como esférica, la circunferencia de la Tierra sería cincuenta veces la distancia entre Alejandría y Syene, es decir 252 000 estadios. Dado que 1 estadio egipcio es igual a 157,5 metros, el resultado es 39 375 km, que es un 1,4% menos que el valor real de 39 941 km.

#### Posidonio

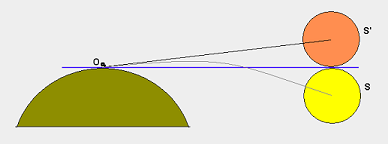
Efecto perturbador de la refracción atmosférica en el Método de Posidonio

Alrededor del año 100 a. C., Posidonio usó otro método, donde tomó como referencia la estrella Canopus, observándola desde dos ciudades distintas: Rodas y Alejandría. Viendo que existía una diferencia de elevación de 1⁄48 y, considerando que la distancia entre ambas ciudades era de 5.000 estadios, estimó que la Tierra tenía un perímetro de 28 350 km (240 000 estadios). Si el estadio utilizado por Posidonio era de casi exactamente 1/10 de una milla terrestre moderna, el valor obtenido de 240.000 estadios se traduce en 24 000 millas (38 624,2 km), no muy por debajo de la circunferencia real de 24 901 millas (40 074,2 km). Lo que no pudo considerar en sus cálculos fue la refracción atmosférica terrestre.
Posteriormente, Estrabón señaló que la distancia entre Rodas y Alejandría era de 3.750 estadios e informó que la estimación de Posidonio de la circunferencia de la Tierra era de 180.000 estadios o 18 000 millas (28 968,1 km). Plinio el Viejo también menciona a Posidonio entre sus fuentes, e informó de su método para estimar la circunferencia de la Tierra (aunque sin citar al propio Posidonio como su autor). Señaló, sin embargo, que Hiparco de Nicea había agregado unos 26.000 estadios a la estimación de Eratóstenes. El menor valor ofrecido por Estrabón y las diferentes longitudes de los estadios griegos y romanos han creado una confusión persistente en torno al resultado de Posidonio. Por su parte, Claudio Ptolomeo usó el valor más bajo de Posidonio de 180.000 estadios (alrededor de un 33% demasiado bajo) para la circunferencia de la Tierra en su Geografía. Este fue el número utilizado por Cristóbal Colón para estimar (muy por debajo de su valor real) la distancia en dirección oeste hasta la India en 70.000 estadios.

### Aryabhata
Alrededor del año 525 d. C., el matemático y astrónomo indio Aryabhata escribió el Aryabhatiya, en el que calculó que el diámetro de la Tierra era de 1,050 ioyana. La longitud de la ioyana empleada por Aryabhata está en disputa. Una lectura cuidadosa da un equivalente de 14 200 kilómetros (8823,5 mi), lo que daría un resultado un 11% por encima de su valor real. Otros autores fijan su valor en 15 360 km (9544,3 mi), lo que daría un valor demasiado grande en un 20%. Por último, distintas fuentes estiman que la ioyana mide 13 440 km (8351,2 mi), lo que daría un resultado demasiado grande en un 5%.

### Edad de oro islámica
Alrededor del año 830 d. C., el califa Al-Mamún encargó a un grupo de astrónomos liderado por Al-Juarismi que midiera la distancia desde Tadmur (Palmira) y Al Raqa, en la actual Siria. Durante sus trabajos, calcularon la circunferencia de la Tierra (posiblemente con una diferencia inferior al 15% de su valor moderno), aunque en realidad se desconoce la exactitud de su resultado debido a la incertidumbre en la conversión entre las unidades árabes medievales y las unidades modernas. Pero en cualquier caso, las limitaciones técnicas de los métodos y herramientas empleados en la época no permitirían una precisión superior al 5%.

Diagrama que muestra cómo al-Biruni pudo calcular la circunferencia de la Tierra midiendo la inclinación de una visual dirigida al horizonte desde un punto a una altura conocida

En el "Codex Masudicus" de Al-Biruni (1037) se proporcionó una forma más precisa de estimar la circunferencia de la Tierra. A diferencia de sus predecesores, que midieron la circunferencia de la Tierra observando el Sol simultáneamente desde dos ubicaciones, al-Biruni desarrolló un nuevo método para usar los cálculos trigonométricos, basándose en el ángulo entre un vértice situado en la cumbre de una montaña aislada y la llanura situada a su alrededor, lo que hizo posible que una sola persona desde un único lugar obtuviese el resultado buscado. Desde la cima de la montaña, avistó el horizonte y midió el ángulo resultante, que junto con la altura de la montaña (determinada de antemano), le permitió aplicar la fórmula del teorema del seno. Este fue el primer uso conocido del ángulo de inclinación y el primer uso práctico de la ley de los senos. Sin embargo, el método no podía proporcionar resultados más precisos que los métodos anteriores, debido a limitaciones técnicas, por lo que al-Biruni aceptó el valor calculado en el siglo anterior por la expedición de al-Mamún.

### El error de Colón
1.700 años después de la muerte de Eratóstenes, Cristóbal Colón estudió lo que el propio Eratóstenes había escrito sobre el tamaño de la Tierra. Sin embargo, basándose en un mapa de Paolo dal Pozzo Toscanelli, optó por creer que la circunferencia de la Tierra era un 25% más pequeña. Si, en cambio, Colón hubiera aceptado el mayor valor de Eratóstenes, habría sabido que el lugar donde tocó tierra no era Asia, sino un Nuevo Mundo.

## Uso histórico en la definición de unidades de medida
En 1617, el científico holandés Willebrord Snel van Royen evaluó la circunferencia de la Tierra en 24.630 millas romanas (24.024 millas terrestres o 38 662,8 km). Por esa época, el matemático británico Edmund Gunter mejoró las herramientas de navegación, incluido un nuevo cuadrante para determinar la latitud en el mar. Razonó que las líneas de latitud podrían usarse como base para una unidad de medida para las distancias y propuso la milla náutica como un minuto o un sexagésimo (160) de un grado de latitud. Así como un grado es 1360 de un círculo, un minuto de arco es 121600 de un círculo, de modo que la circunferencia polar de la Tierra sería exactamente 21,600 millas. Gunter usó la circunferencia de Snellius para definir una milla náutica como 6080 pies, la longitud de un minuto de arco a 48 grados de latitud.
En 1793, Francia definió el metro para que la circunferencia polar de la Tierra fuera de 40.000 kilómetros. Para medir esta distancia con precisión, la Academia de Ciencias de Francia encargó a Jean-Baptiste Joseph Delambre y a Pierre Méchain que realizaran una expedición (véase medición del arco de meridiano de Delambre y Méchain) para intentar medir con precisión la distancia entre un campanario en Dunkerque y el castillo de Montjuic en Barcelona, con el fin de estimar la longitud del arco de meridiano a través de Dunkerque. La longitud del primer prototipo de la barra del metro se basó en estas medidas, pero más tarde se determinó que su longitud era corta en unos 0,2 milímetros debido a un error de cálculo del achatamiento de la Tierra, lo que hacía que el prototipo fuera un 0,02 % más corto que la definición original propuesta del metro. Independientemente, esta longitud se convirtió en el estándar francés y fue adoptada progresivamente por otros países de Europa. Esta es la razón por la cual la circunferencia polar de la Tierra es en realidad de 40.008 kilómetros, en lugar de 40.000 km.

## Matemáticas
Usando una regla de tres, Eratóstenes pudo obtener el valor de la circunferencia de la Tierra:
Si 7,2° eran equivalentes a 5000 estadios, ¿a cuántos estadios equivaldrían 360°?
| 7,2° (ángulo generado)         | = | 5000 estadios (distancia Syene-Alejandría) |
| 360° (circunferencia completa) | = | x                                          |

De este modo, la resolución de está operación dio un resultado de 252 000 estadios equivalentes a 40 000 km.